# جورج باتلر لويد
جورج باتلر لويد (بالإنجليزية: George Lloyd)‏ هو سياسي بريطاني (وحمل سابقاً جنسية المملكة المتحدة لبريطانيا العظمى وأيرلندا)، ولد في 1854، وتوفي في 28 مارس 1930. في الانتخابات الفرعية في مجلس العموم البريطاني ‏، انتخب عضو برلمان المملكة المتحدة الـ30 عن دائرة Shrewsbury ‏ (22 أبريل 1913 – 25 نوفمبر 1918) وفي الانتخابات العمومية البريطانية 1918 ‏، انتخب عضو برلمان المملكة المتحدة الـ31 عن دائرة Shrewsbury ‏ (14 ديسمبر 1918 – 26 أكتوبر 1922).